# Člunek (šicí stroj)

Princip vázaného stehu s vertikálním rotačním chapačem

Člunek je důležitou součástí šicího stroje. Slouží k držení cívky se spodní nití a jejímu vedení při tvorbě vázaného stehu. V šicím stroji se nachází v oblasti pod jehlou.
Člunky v nejstarších šicích strojích měly podlouhlý tvar podobný tkalcovskému člunku, později se začaly vyrábět mnohem efektivnější kulaté člunky. Zařízení, do kterého se člunek vkládá se nazývá chapač. Nit se do člunku vkládá na speciálních malých cívkách. Šicí stroje jsou opatřeny převíječem nitě, který nit na příslušnou cívku navine.

## Mechanizmus vázaného stehu
Při strojním šití se jehla se svrchní nití vpichuje do látky z horní strany, při zpětném pohybu jehly vznikne na spodní straně očko, kterým proklouzne člunek se spodní nití a steh se pak shora utáhne. Při správně nastaveném stroji je překřížení obou nití skryto v tloušťce látky. Vynechává-li stroj stehy, je častou příčinou právě posunutí pozice člunku proti jehle a vyžaduje seřízení chapače.

## Typy člunků

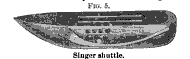
příčný člunek používaný v nejstarších strojích

### Podlouhlé člunky
- Příčný člunek -
- Vibrační člunek - člunek se horizontálně pohyboval tam a zpět

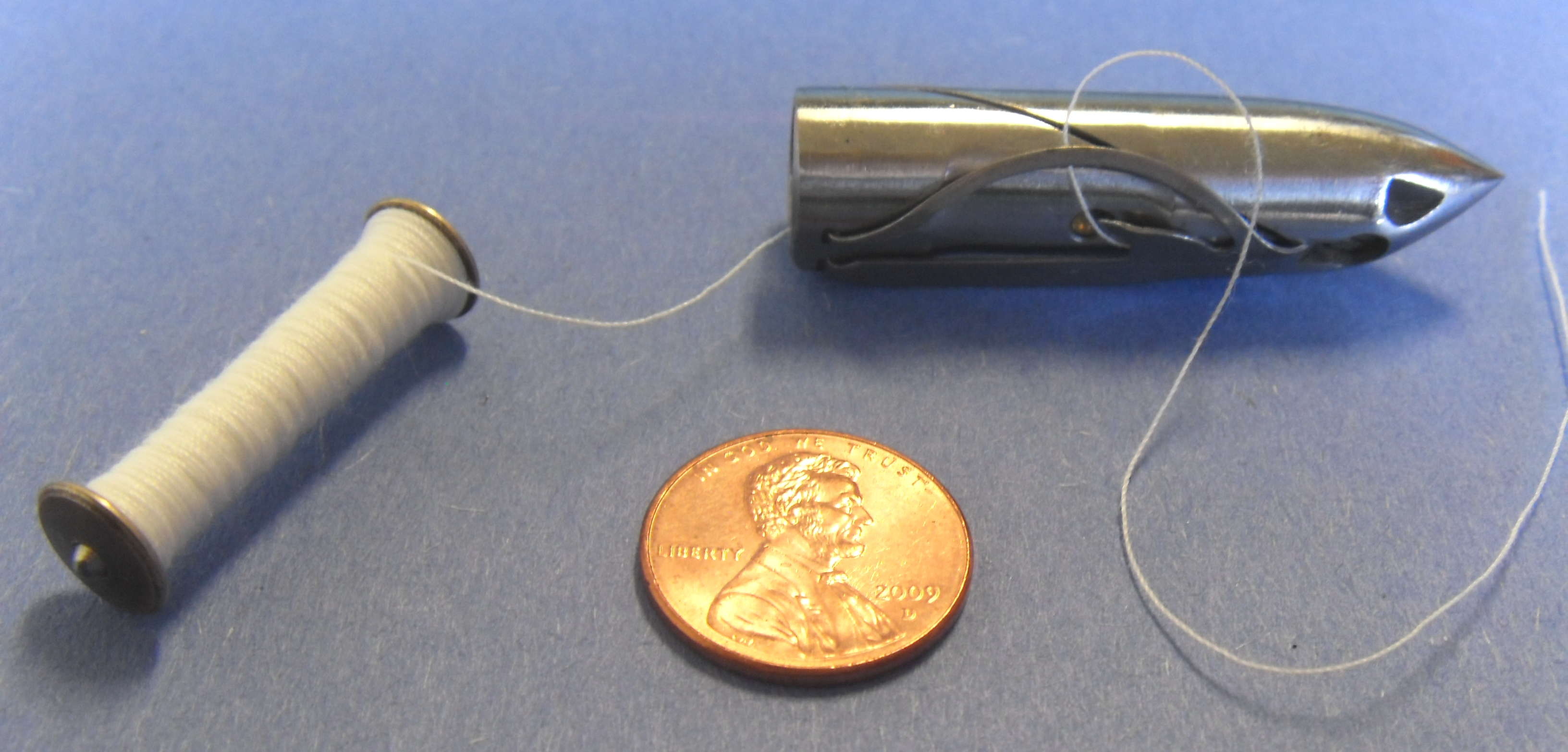
Vibrační člunek

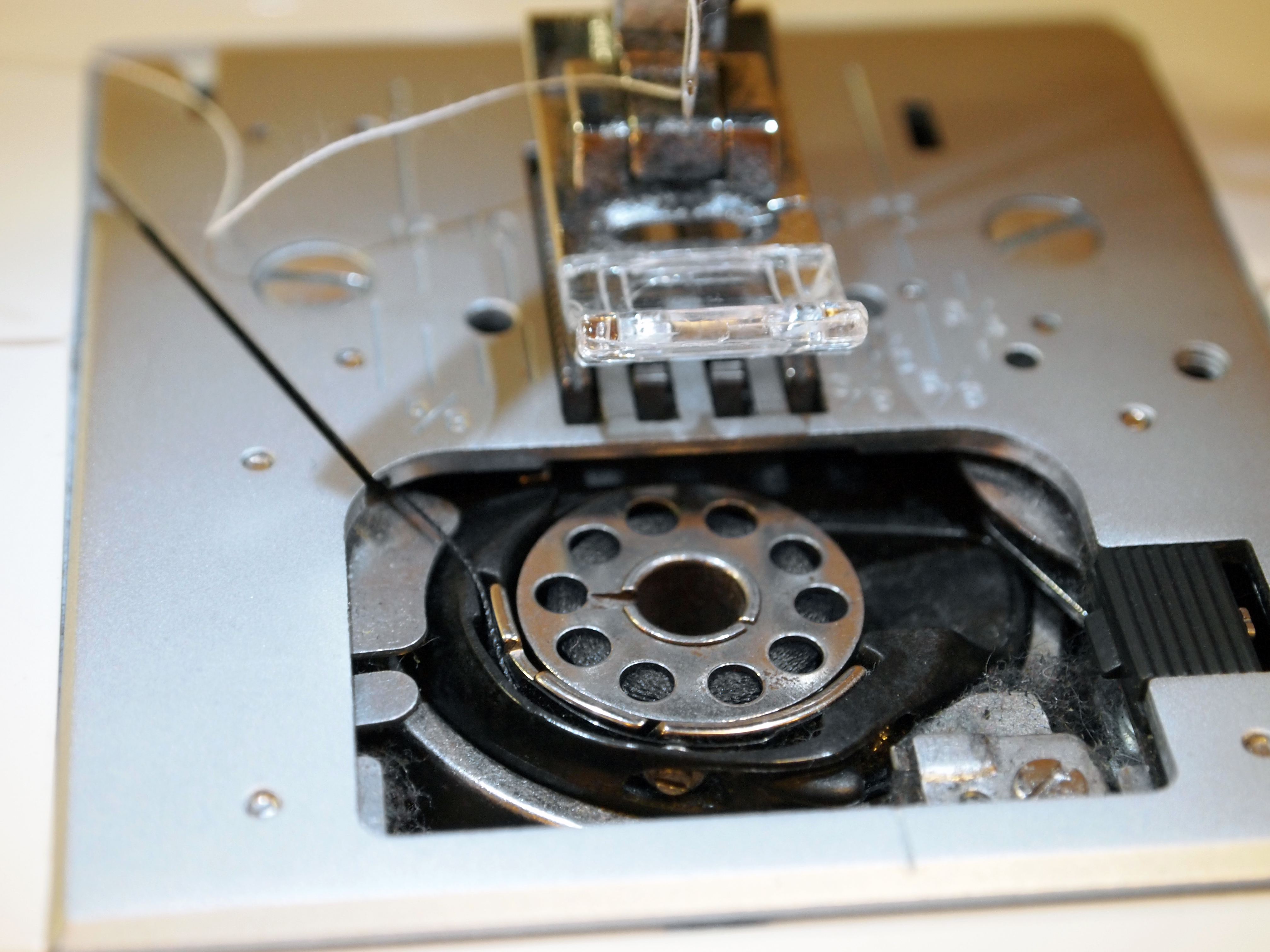
Horizontální rotační chapač

### Kulaté člunky

stroj s kyvným chapačem

- Vertikální rotační chapač - člunek rotuje dokola, což umožňuje velmi rychlý chod stroje. Nejběžnější typ chapače v domácích šicích strojích 2. poloviny 20. stol. V průmyslových šicích strojích se tento typ chapače užívá dodnes.
- Horizontální rotační chapač - člunek rotuje dokola, což umožňuje velmi rychlý chod stroje, cívka se spodní nití je uložena naplocho. V současnosti se tento typ chapače používá v dražších modelech domácích šicích strojů.
- Kyvný chapač - člunek dělá půlkruhy tam a zpět. Tento chapač nalezneme ve většině soudobých levnějších šicích strojů. Je pomalejší a hlučnější než rotační chapače.